# NGC 2757
NGC 2757 é um sistema estelar triplo na direção da constelação de Hydra. O objeto foi descoberto pelo astrônomo Frank Muller em 1886, usando um telescópio refrator com abertura de 26 polegadas. 